# .onion
.onion — псевдодомен верхнього рівня (схожий за застосуванням з доменами .bitnet та .uucp, що використовувалися раніше), створений для забезпечення доступу до анонімних або псевдо-анонімних адрес мережі Tor. Подібні адреси не є повноцінними записами DNS, й інформація про них не зберігається у кореневих серверах DNS, але при установці додаткового програмного забезпечення, програми, подібні до браузерів, отримують доступ до сайтів у доменній зоні .onion, посилаючи запит через мережу Tor-серверів.